# Президентские выборы в Латвии (2019)
Президентские выборы 2019 года в Латвии состоялись 29 мая 2019 года. На выборы президента Латвии были выдвинуты три кандидатуры: правящая коалиция выдвинула судью Суда ЕС Эгила Левитса, Союз «зелёных» и крестьян (СЗК) — омбудсмена Юриса Янсонса, депутаты внутренней оппозиции партии «KPV LV» — депутата Дидзиса Шмитса. Для избрания президента Латвии в Сейме нужно не менее 51 голоса.

## Результаты голосования
| Кандидат     | Голоса |
| ------------ | ------ |
| Эгилс Левитс | 61     |
| Юрис Янсонс  | 8      |
| Дидзис Шмитс | 24     |